# ميركاتيل
ميركاتيل (بالفرنسية: Mercatel)‏ هي بلدية تقع في إقليم باد كاليه من منطقة نور با دو كاليه في شمال فرنسا. تبلغ مساحة هذه المدينة 5.76 (كم²)، وترتفع عن سطح البحر 88 م، يبلغ عدد سكانها 640 نسمة حسب إحصاء المعهد الوطني للإحصاء والدراسات الاقتصادية سنة 2009 م. وترأس Adrienne Crombez البلدية خلال فترة (2008-2014).